# 鸡冠子花
鸡冠子花（学名：[Pedicularis mandshurica] 错误：{{Lang}}：文本有斜体标记（帮助））是列当科马先蒿属的植物。分布于朝鲜以及中国大陆的辽宁等地，生长于海拔1,025米的地区，多生长在湿润的腐殖土中和岩上，目前尚未由人工引种栽培。